# Troublemaker (canción de Olly Murs)
«Troublemaker» —en español: «Alborotadora»— es una canción pop interpretada por el cantante y compositor británico Olly Murs con la colaboración vocal del rapero estadounidense Flo Rida, incluida en el tercer álbum de estudio del primero, Right Place Right Time, de 2012. El 8 de octubre de 2012, Epic Records la lanzó como el primer sencillo del disco en las radios del Reino Unido. Murs la compuso junto con Flo Rida, Claude Kelly y Steve Robson, quien también la produjo.
En general, contó con una recepción positiva por parte de los críticos, aunque también tuvo ciertos comentarios negativos. Algunos especialistas citaron a grupos como Maroon 5 y 'N Sync como influencias, mientras que otros la describieron como «pegadiza» y «enérgica». Además, hubo opiniones disparejas sobre la participación de Flo Rida. Comercialmente, logró figurar entre los cinco primeros éxitos semanales en países como el Reino Unido, Alemania, Hungría, Austria, Irlanda, Australia, Eslovaquia y Nueva Zelanda. Asimismo, recibió varios discos de platino por sus ventas.
Para promocionarlo, Murs grabó un videoclip dirigido por Michael Baldwin, que estrenó el 22 de octubre de 2012 en su cuenta de VEVO en YouTube. También interpretó el sencillo en programas de televisión como The X Factor, Big Morning Buzz Live y en estaciones de radio como Lincs FM e In:Demand. Por otro lado, «Troublemaker» recibió una nominación a los premios Brit de 2013 como mejor sencillo británico, pero perdió contra «Skyfall» de Adele. También obtuvo una nominación en los BBC Radio 1 Teen Awards, pero esta vez perdió ante «Best Song Ever» de One Direction.

## Antecedentes y composición
El 1 de octubre de 2012, tras el anuncio de que «Troublemaker» sería el nuevo sencillo de Olly Murs en los Estados Unidos, el intérprete declaró que quería que el rapero Flo Rida colaborase en él, ya que esto lo ayudaría a ganarse al público estadounidense. Luego de enviársela, el rapero aceptó prestar su voz. Al respecto, Murs explicó que: 

«Bueno, conseguir a Flo Rida en la canción fue un poco fácil, en cierto modo [...] Esperaba que resultase más difícil de lo que realmente fue. Literalmente solo le enviamos la pista a su gente y la oyeron y realmente les gustó. Y Flo Rida estaba como "realmente quiero hacerlo"».

Igualmente, en otra entrevista dijo que no es un gran admirador de las colaboraciones, pero que el rapero da un «10% extra», al igual que Rizzle Kicks en «Heart Skips a Beat». Musicalmente, «Troublemaker» es una canción de género pop con influencias del dance pop, el R&B y el neo soul que tiene una duración de tres minutos con seis segundos. El intérprete principal la compuso con ayuda de Steve Robson, Flo Rida y Claude Kelly, el primero de estos también la produjo. Según Murs, su letra habla acerca de «una chica especial que no se puede quitar de encima, incluso si sabes que debería». De acuerdo con la partitura publicada por Alfred Publishing Co., Inc. en el sitio web Musicnotes, la canción está escrita en la tonalidad de do menor y el registro vocal de Murs se extiende desde la nota sol menor hasta la la bemol mayor.

## Recepción

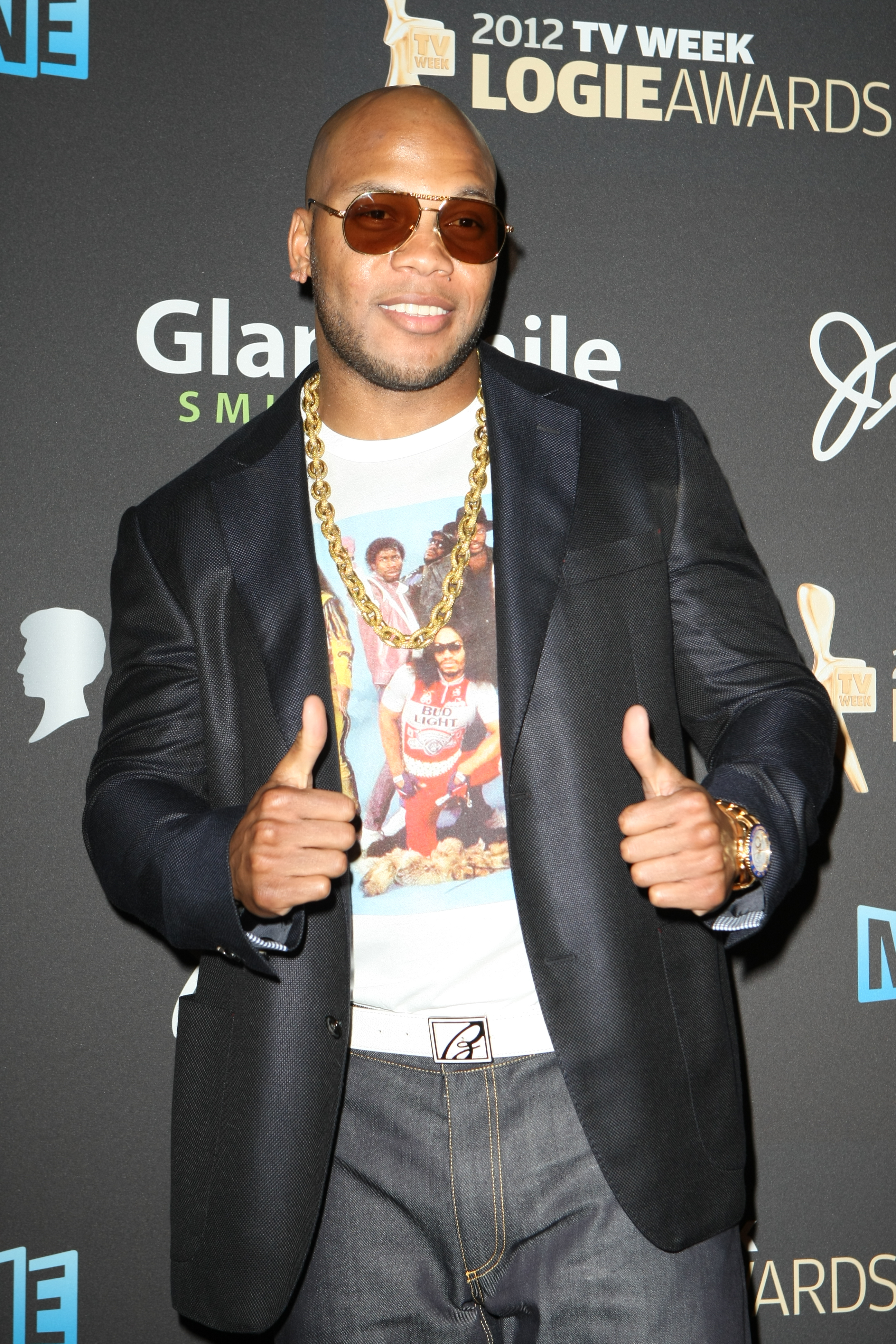
Hubo opiniones disparejas de los críticos sobre la participación del rapero Flo Rida en la canción.

### Comentarios de la crítica
«Troublemaker» recibió en general reseñas de carácter positivo. Amy Sciarretto de PopCrush le dio una calificación de tres estrellas y media sobre cinco y dijo que, aunque Olly Murs es un solista, la canción suena como si fuese de 'N Sync, ya que tiene la misma energía y encanto efusivo. Sangeeta Nambi del portal She Knows Entertainment mencionó que tiene un «sonido dulce» y que su significado se asemeja al de alguna canción de Ne-Yo o Bruno Mars. Por su parte, Robert Copsey de Digital Spy comentó que su letra resulta algo confusa, pero si la canta Murs, es todo un éxito. Al finalizar su crítica, Copsey le otorgó cuatro estrellas de cinco. Leilah Peralta de la revista Seventeen expresó que:

«Olly Murs oficialmente ha pasado de sus días como telonero de One Direction con el lanzamiento de su nuevo sencillo, "Troublemaker". Primero nos dieron una muestra de este talento musical británico con su adictivo tema "Heart Skips a Beat". Ahora, Olly hace equipo con Flo Rida para crear "Troublemaker", que es optimista e igual de pegadiza [...] Esta canción es la mezcla perfecta entre el pop y el reggae, así que Olly no debería tener ningún problema para lograr que las chicas la bailen y canten».

Robbie Daw de Idolator.com señaló que la canción podría valerse por sí misma aún sin la colaboración de Flo Rida. Sin embargo, añadió que posee cierto parentesco con «Makes Me Wonder» de Maroon 5. Por el contrario, el periódico Metro y John Aizlewood de BBC expresaron que la aparición de Flo Rida fue favorable. El crítico Bill Lamb de About.com le otorgó cuatro estrellas de cinco y destacó la forma de Murs de cantar la canción, así como el carisma presente. Sin embargo, desacreditó su originalidad, ya que posee similitud con varios temas pop actuales. Por otra parte, «Troublemaker» recibió la nominación al mejor sencillo británico en los premios Brit de 2013, donde finalmente perdió ante «Skyfall» de Adele.

### Recibimiento comercial
Mundialmente, «Troublemaker» contó con una buena recepción comercial, principalmente en el continente europeo. El Reino Unido fue el primer país donde tuvo éxito, ya que debutó en el número uno de su lista con un total de 121 000 copias vendidas durante la semana del 1 de diciembre de 2012. Para finales de año, ya había vendido 441 000 ejemplares en el territorio, lo que lo convirtió en el vigésimo noveno sencillo más exitoso del 2012. En Alemania, Austria y Suiza logró los puestos dos, tres y ocho, respectivamente. Posiciones similares tuvo en Irlanda y Dinamarca, donde alcanzó las posiciones tres y trece. En las estaciones de radio de Bulgaria, Hungría y Eslovaquia llegó hasta segundo lugar en los dos primeros y hasta el cinco en el último de estos. En España logró el décimo noveno puesto de su conteo semanal, mientras que en Finlandia el décimo segundo. Sus posiciones más bajas en el continente estuvieron en la Región Flamenca de Bélgica, Suecia, los Países Bajos y Francia, donde tuvo puestos menores al veinticinco.
Su éxito se repitió en los principales mercados de Oceanía. En Australia, debutó en la posición diecinueve en la semana del 9 de diciembre de 2012. Siete días más tarde saltó hasta el cuarto lugar, su más alto obtenido en la lista, así como el mayor conseguido por un sencillo de Olly Murs. Asimismo, la ARIA le otorgó tres discos de platino por vender 210 000 ejemplares allí. Por su parte, en Nueva Zelanda, debutó en el décimo cuarto puesto de su conteo y tardó seis semanas en lograr el quinto. Al igual que en Australia, «Troublemaker» es el sencillo del cantante con mejor posición. Simultáneamente, al alcanzar dicho puesto, la RIANZ lo certificó con un disco de platino por la venta de 15 000 copias. Por otra parte, en Norteamérica también contó con una recepción favorable. En el Billboard Hot 100 alcanzó la posición número veinticinco, así como la diez en Pop Songs, la dieciocho en Digital Songs y la veinticinco en Radio Songs. Con ello, vendió más de un millón de copias en los Estados Unidos, lo que llevó a la RIAA a otorgarle un disco de platino. Por su parte, en Canadá logró el puesto quince de su lista. Tras ello, la CRIA lo acreditó con dos discos de platino por vender 160 000 copias. Todas las posiciones obtenidas en Norteamérica, son además las mejores logradas por cualquier sencillo de Murs.

## Promoción

### Vídeo musical
La dirección del vídeo musical de la canción quedó a cargo de Michael Baldwin. Su filmación se llevó a cabo en Los Ángeles, California y Miami, Florida. El estreno del videoclip se dio el 22 de octubre de 2012 en el canal oficial de VEVO de Olly Murs en YouTube. La mayor parte de su trama se basa en un día normal de una chica descuidada (apodada «Troublemaker» en el vídeo) que por casualidad, se topa con Murs en distintos lugares. El primer escenario es un restaurante donde ella es despedida como mesera luego de que vaciase una jarra de agua entera sobre un cliente con Murs y su jefe como espectadores. Rápidamente, el intérprete se va a una tienda de música donde nota que la ayudante es la camarera que vio hace poco en el restaurante. Ella, en su intento por evadirlo, es despedida por ignorar a todos los compradores. Luego consigue empleo en una tienda de ropa, donde se topa nuevamente con Murs y la impresión que le provoca hace que derribe todos los maniquís de exhibición, por lo que también es echada de ese trabajo. A continuación, comienza el rap de Flo Rida y una serie de cortes que muestran al intérprete principal caminando por una vereda y a la chica siendo despedida una y otra vez de cada trabajo. Acabada la parte de Flo Rida, los protagonistas se reencuentran en un bar donde ella, sin querer, derriba al camarero e inicia una pelea. Murs, al ver esto, trata de ayudarla a salir del lugar, pero ambos son atrapados por el guardia de seguridad y terminan siendo echados del bar. El vídeo acaba con una pantalla en negro mostrando la palabra «Troublemaker».

### Presentaciones en vivo
El 5 de noviembre de 2012, Olly Murs interpretó «Troublemaker» por primera vez en una sesión acústica para su cuenta de VEVO. Al día siguiente, dio una entrevista a la estación de radio Lincs FM y luego cantó la pista. Otros nueve días después, la interpretó para la emisora In:Demand. Luego, el 18 de noviembre, la presentó en la novena temporada de The X Factor usando un atuendo similar al del videoclip. El 6 de diciembre la tocó en el programa Big Morning Buzz Live. También la interpretó en el programa Surprise Surpise. Posteriormente, la cantó en el Billboard's Next Big Things In Music 2013, un evento realizado por la revista Billboard que busca hacer reconocidos a los artistas nuevos en los Estados Unidos. Igualmente, asistió a los estudios de la emisora de radio B96 para tocarla de manera acústica. En abril, Murs asistió a los Logie Awards en Australia y la interpretó junto con «Army of Two». El 24 del mismo mes, la presentó en el programa Dancing with the Stars. El 21 de mayo, la interpretó en el programa matutino estadounidense Good Morning America.
El 26 de mayo, Murs participó en el Radio 1's Big Weekend organizado por BBC en Derry, Reino Unido, que contó con la asistencia de 40 000 personas. Allí, abrió su presentación con «Army of Two», seguida de «Dance With Me Tonight» y «Oh My Goodness». Luego siguió con «Dear Darlin'» y un popurrí que mezclaba versiones de «Should I Stay Or Should I Go» y «Town Called Malice». Finalmente, cerró con «Right Place Right Time», «Heart Skips a Beat» y «Troublemaker». Por otra parte, ha sido interpretada en la tercera gira del cantante Right Place Right Time Tour.

## Formatos y remezclas
- Descarga digital

| «Troublemaker» — Sencillo |                |          |  |
| N.º                       | Título         | Duración |  |
| 1.                        | «Troublemaker» | 3:06     |  |

| Troublemaker — EP |                                      |          |  |
| N.º               | Título                               | Duración |  |
| 1.                | «Troublemaker»                       | 3:06     |  |
| 2.                | «Troublemaker» (Cutmore Club Mix)    | 4:38     |  |
| 3.                | «Troublemaker» (Cutmore Radio Edit)  | 2:35     |  |
| 4.                | «Troublemaker» (Wideboys Radio Edit) | 3:23     |  |

- Sencillo en CD

| «Troublemaker» — Sencillo |                                   |          |  |
| N.º                       | Título                            | Duración |  |
| 1.                        | «Troublemaker»                    | 3:06     |  |
| 2.                        | «Troublemaker» (Cutmore Club Mix) | 4:38     |  |

## Posicionamiento en listas

### Semanales
| Alemania          | German Singles Chart      | 2  |
| Australia         | Australian Singles Chart  | 4  |
| Austria           | Austrian Singles Chart    | 3  |
| Bélgica (Flandes) | Ultratop 50               | 25 |
| Bulgaria          | Bulgarian Airplay Tops    | 2  |
| Canadá            | Canadian Hot 100          | 15 |
| Dinamarca         | Danish Singles Chart      | 13 |
| Escocia           | Scottish Singles Chart    | 1  |
| Eslovaquia        | Radio Top 100 Chart       | 5  |
| España            | Spanish Singles Chart     | 19 |
| Estados Unidos    | Billboard Hot 100         | 25 |
| Estados Unidos    | Pop Songs                 | 10 |
| Estados Unidos    | Digital Songs             | 18 |
| Estados Unidos    | Radio Songs               | 25 |
| Finlandia         | Finnish Singles Chart     | 12 |
| Francia           | French Singles Chart      | 41 |
| Hungría           | Rádiós Top 40             | 2  |
| Irlanda           | Irish Singles Chart       | 3  |
| Japón             | Japan Hot 100             | 4  |
| Nueva Zelanda     | New Zealand Singles Chart | 5  |
| Países Bajos      | Single Top 100            | 66 |
| Reino Unido       | UK Singles Chart          | 1  |
| Suecia            | Swedish Singles Chart     | 31 |
| Suiza             | Swiss Singles Chart       | 8  |

### Sucesión en listas
| Predecesor: «Little Things» de One Direction | Scottish Singles Chart — Sencillo número uno 1 de diciembre de 2012 — 22 de diciembre de 2012 | Sucesor: «Impossible» de James Arthur           |
| Predecesor: «Little Things» de One Direction | UK Singles Chart — Sencillo número uno 1 de diciembre de 2012 — 15 de noviembre de 2012       | Sucesor: «The Power of Love» de Gabrielle Aplin |

### Certificaciones
| País           | Organismo certificador | Certificación | Unidades certificadas | Ref.   |
| -------------- | ---------------------- | ------------- | --------------------- | ------ |
| Alemania       | BVMI                   | Oro           | 150 000               | [ 62 ] |
| Australia      | ARIA                   | 4× Platino    | 280 000               | [ 16 ] |
| Austria        | IFPI — Austria         | Oro           | 15 000                | [ 63 ] |
| Canadá         | CRIA                   | 2× Platino    | 160 000               | [ 46 ] |
| Dinamarca      | IFPI — Dinamarca       | 2× Platino    | 30 000                | [ 64 ] |
| Estados Unidos | RIAA                   | Platino       | 1 000                 | [ 45 ] |
| Italia         | FIMI                   | Oro           | 15 000                | [ 65 ] |
| México         | AMPROFON               | Oro           | 30 000                | [ 66 ] |
| Nueva Zelanda  | RIANZ                  | Platino       | 15 000                | [ 17 ] |
| Reino Unido    | BPI                    | 2× Platino    | 1 200 000             | [ 67 ] |
| Suecia         | GLF                    | Platino       | 80 000                | [ 68 ] |
| Suiza          | IFPI — Suiza           | Oro           | 15 000                | [ 69 ] |

### Anuales
| País          | Lista                     | Mejor posición |      |      |      |      |      |
| 2012          | 2012                      | 2012           | 2012 | 2012 | 2012 | 2012 | 2012 |
| ------------- | ------------------------- | -------------- | ---- | ---- | ---- | ---- | ---- |
| Hungría       | Rádiós Top 40             | 50             |      |      |      |      |      |
| Reino Unido   | UK Singles Chart          | 29             |      |      |      |      |      |
| 2013          |                           |                |      |      |      |      |      |
| Australia     | Australian Singles Chart  | 69             |      |      |      |      |      |
| Austria       | Austrian Singles Chart    | 45             |      |      |      |      |      |
| Nueva Zelanda | New Zealand Singles Chart | 39             |      |      |      |      |      |
| Suiza         | Swiss Singles Chart       | 57             |      |      |      |      |      |

## Créditos y personal
- Voz: Olly Murs y Flo Rida.
- Composición: Olly Murs, Steve Robson, Flo Rida y Claude Kelly.
- Producción: Steve Robson.

Fuente: Hung Medien.